# Andrei Sidelnikow
Andrei Gennadjewitsch Sidelnikow (russisch Андрей Геннадьевич Сидельников; * 8. März 1980 in Moskau) ist ein ehemaliger russisch-kasachischer Fußballtorhüter. Zuletzt spielte er beim FK Aqtöbe in der Premjer-Liga, der höchsten kasachischen Spielklasse.

## Karriere
Sidelnikow, nicht zu verwechseln mit dem ehemals für die SG Wattenscheid 09 in der Bundesliga aktiven Andriy Sidelnikow, begann seine Karriere bei Spartak Moskau, wo er in der zweiten Mannschaft bis 2000 aktiv war, danach wechselte er zum FC Spartak Tambow, von wo er nach Belarus zum FK Dinamo Minsk ging. In seiner ersten Saison in Minsk wurde man Vizemeister, darauffolgend konnte der siebte Platz erreicht werden. 2003 kehrte er nach Russland zurück und spielte zwei Saisonen beim FK Chimki. Daraufhin blieb er bis 2008 (bei den Vereinen: FC Dynamo Makhachkala, Alanija Wladikawkas, Spartak Naltschik, FC Rusichi Oryol) in Russland, ehe er nach Kasachstan zum FK Aqtöbe wechselte. 2008, 2009 und 2013 wurde Sidelnikow kasachischer Meister, sowie 2008 Pokalsieger und 2008, 2009 Supercupsieger.
Sein Debüt für die kasachische A-Nationalmannschaft gab er am 3. März 2010 im freundschaftlichen Länderspiel gegen die Moldau. Sidelnikow spielte in Antalya, Türkei durch. Das Spiel wurde 0:1 verloren.

## Erfolge
- Kasachischer Meister 2008, 2009, 2013
- Kasachischer Pokalsieger 2008
- Kasachischer Supercupsieger 2008, 2009